# Perdere l'amore (Tiziano Ferro)
Perdere l'amore è un singolo del cantautore italiano Tiziano Ferro, pubblicato il 3 agosto 2020 come primo estratto dall'album di cover Accetto miracoli: l'esperienza degli altri.

## Descrizione
Si tratta di una reinterpretazione dell'omonimo brano di Massimo Ranieri (il quale compare come artista ospite), inciso per il suo album del 1988, anch'esso intitolato Perdere l'amore.
Il brano esce solo in rotazione radiofonica ed è stato registrato per l'iniziativa I Love My Radio, atta a celebrare i 45 anni del sistema radiofonico italiano. Successivamente verrà inserito nell'album di cover Accetto miracoli: l'esperienza degli altri.
Il duetto viene interpretato dal vivo per la prima volta il 5 febbraio 2020 nella seconda serata del Festival di Sanremo 2020.